# Abenomics

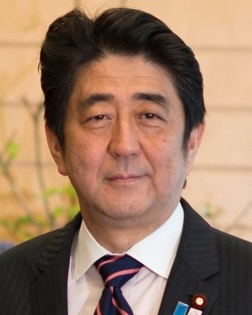
Shinzō Abe, le Premier ministre du Japon.

Abenomics (« Abenomie ») est un mot-valise formé d'Abe et d'economics (« économie »). Il se réfère à la politique économique prônée par Shinzō Abe, Premier ministre du Japon du 26 décembre 2012 au 16 septembre 2020.

## Les trois premières flèches (2012-2014)
De retour au pouvoir en 2012, Abe théorise un redressement du Japon au moyen de ce qu'il appelle les trois flèches : une politique monétaire très accommodante et audacieuse, une relance budgétaire et une stratégie de croissance à long terme.

### La politique fiscale flexible

#### Un premier plan de relance budgétaire
Le 11 janvier 2013, le gouvernement adopte un plan de relance massif élevé à 20 000 milliards de yens (175 milliards d'euros) en comptant les dépenses prévues par les collectivités locales et les contributions du secteur privé. Ce plan se distingue des précédents plans de relance mis en place par les autorités japonaises par son importance d'une part et par l'affectation des dépenses d'autre part. Ainsi, les dépenses de construction ou de réfection de routes et de ponts, voire d'amélioration des installations portuaires dépassent les 5000 milliards de yens, soit environ 59 milliards de dollars. C'est bien plus que pour les précédents plans de relance. De plus, ces ressources seront principalement allouées à la reconstruction des zones sinistrées en mars 2011, à la prévention des catastrophes et au renforcement de la compétitivité des industriels japonais sur le marché mondial. Le plan prévoit ainsi la création d'un fonds de 150 milliards de yens pour encourager les entreprises à développer de nouvelles technologies. La Banque de Développement du Japon sera chargée de la répartition de ces fonds. Le plan prévoit aussi la création d'un fonds de 200 milliards de yens pour encourager les fusions et acquisitions à l'étranger. Ce fonds sera géré par une autre banque publique, la Japan bank for international cooperation (JBIC). Le plan comporte également pour 83 milliards de yens de garanties de prêts et de prêts à taux avantageux pour les PME. D'autres fonds serviront à créer de nouvelles activités au travers de rapprochements entre différents secteurs.
Le 26 février 2013, cette rallonge budgétaire massive est adoptée. Ce budget supplémentaire vient compléter le collectif initial de 90 300 milliards de yens (725 milliards d'euros) décidé par le précédent gouvernement démocrate de Yoshihiko Noda pour l'année courant du 1er avril 2012 au 31 mars 2013. Cette rallonge budgétaire est la deuxième plus importante de l'histoire après celle de 14 700 milliards de yens adoptée face à la crise de 2008. Cette rallonge visera notamment à soutenir la reconstruction des zones sinistrées dans le Tohoku. De même, les dépenses militaires ont connu une hausse historique et visent à assurer le paiement des coûts du carburant et de maintenance pour les avions d'alerte précoce et de contrôle aérien, permettre la recherche sur la technologie radar capable de détecter des petits avions à longue distance, permettre les préparatifs pour l'introduction au Japon de l'avion de transport MV-22 Osprey de l'armée américaine. Cet avion à décollage vertical peut voler plus loin et plus vite que les hélicoptères actuels du Japon, permettant à ses troupes d'atteindre plus facilement les îles japonaises lointaines. Il s'agit aussi de moderniser quatre avions-chasseurs F-15, acheter de nouveaux systèmes antimissiles PAC-3 et des hélicoptères. Les effectifs de l'armée seront également augmentés. Le gouvernement a également prévu des dépenses historiques dans la stratégie du Cool Japan afin de soutenir les exportations du secteur culturel japonais.
Le gouvernement a ainsi décidé de réserver 9,5 milliards de yens (97 millions de dollars) du budget national afin de subventionner le doublage et le sous-titrage des œuvres exportées. Il a également alloué 50 milliards de yens du budget de l'année fiscale courant du 1er avril 2012 au 31 mars 2013 afin de mettre en place un fonds en collaboration avec le secteur privé. Ce fonds appuiera la création de « centres commerciaux japonais » qui rassembleront des restaurants, des librairies et des boutiques vendant des vêtements japonais. Le programme vise à fournir un soutien à long terme par le gouvernement afin de financer des activités commerciales que les banques ne sont pas vraiment désireuses de financer parce que les profits à court terme ne peuvent pas être garantis.

#### Un engagement pris concernant la maitrise des dépenses publiques à moyen terme
Le 8 août 2013, Shinzo Abe a annoncé vouloir réduire les dépenses publiques de 62 milliards d'euros lors des deux années budgétaires suivantes, jusqu'en mars 2016. Le projet annoncé par le gouvernement confirme la volonté des autorités japonaises de réduire de moitié le déficit public entre mars 2011 et mars 2016 – hors paiement du service de la dette. Les autorités prévoient notamment de réduire les dépenses publiques de 8 000 milliards de yens (62 milliards d'euros) entre avril 2014 et mars 2016. Cela représente, en moyenne, une réduction des dépenses d'un peu plus de 4 % par an. Le détail des mesures n'a alors pas été annoncé. Le gouvernement a annoncé pour objectif un retour à l'excédent budgétaire hors remboursement des intérêts de la dette en 2020.
Par ailleurs, quelques jours auparavant, le 6 août, le Conseil national sur la Réforme de la Sécurité Sociale a remis un rapport au gouvernement proposant d'augmenter les contributions des personnes âgées et des salariés à hauts revenus ainsi que plusieurs autres réformes afin de rendre le système plus soutenable. Le projet vise à augmenter les contributions des patients âgés de 70 à 74 ans dans les hôpitaux à 20 % des couts médicaux totaux contre alors 10 %. Pour les salariés à haut revenu, le projet prévoit une hausse des paiements directs des services de soins infirmiers qui étaient alors fixés à 10 % des couts totaux. Sont également prévus un impôt sur leur revenu de retraite et sur leurs primes d'assurance santé. Le projet propose que les contributions pour les services de soins médicaux couteux soient augmentés pour les hauts revenus et abaissés pour les patients à faibles revenus. De plus, les primes d'assurances santé seront réduites pour les personnes à faible revenu âgées de 65 ans et plus. Autre axe de mesures présentées dans le rapport du conseil national sur la réforme de la sécurité sociale présidé par le président de l'université de Keio, Atsushi Seike, est comment réformer les systèmes fournissant des services de soins médicaux et infirmiers. La division du travail entre les hôpitaux japonais n'est pas claire et de nombreux lits d'hospitalisés sont réservés aux personnes dans un état critique comme des personnes ayant besoin d'une chirurgie et des traitements après coups. Ils ont quelques lits pour les patients qui ont besoin d'une réadaptation, d'une aide au retour à une vie normale à domicile ou d'autres besoins communs aux personnes âgées.
Le Conseil a la tâche d'élaborer des mesures concrètes afin de mieux aligner les fonctions des hôpitaux et des lits d'hospitalisés sur les besoins d'une société de plus en plus âgée et de créer des cadres de coopération afin que les patients âgés qui ne sont plus dans un état critique puissent être transférés chez eux dès que possible.
Le gouvernement avait déjà tenté d'aider les hôpitaux à mieux coordonner l'utilisation de leurs lits d'hospitalisés en contrôlant les frais des services médicaux. Mais environ 80 % des hôpitaux sont privés et ils ont tendance à prendre des décisions axées sur les bénéfices. Ainsi, la situation n'a pas évolué. Le Conseil a conclu que le contrôle des frais des services médicaux a des effets limités. Il a présenté un plan visant à créer un fonds à l'aide de l'augmentation de la TVA afin de verser des subventions aux régions ou l'on s'efforce d'harmoniser l'utilisation des lits d'hôpitaux et ou l'on approfondit la coopération entre les exploitants de soins de services médicaux et infirmiers. Il sera toujours question pour le gouvernement de contrôler les frais des services médicaux.
Le Conseil a également préconisé de transférer la responsabilité du régime national d'assurance maladie aux préfectures et non aux municipalités comme c'était alors le cas afin de couvrir des zones plus larges. Mais les gouvernements préfectoraux se sont montrés plutôt réticents à l'idée de prendre la responsabilité d'un régime qui reste dans le rouge.
Les fonds qui seront financés en augmentant la charge financière sur les associations d'assurance maladie des grandes compagnies afin de venir en aide médicalement aux personnes âgées sont vus comme une source prometteuse permettant de couvrir les déficits. Environ 230 milliards de yens par an devraient être trouvés de cette façon.
En changeant le régime afin que la charge financière soit décidée selon le revenu, le cout pour les petites et moyennes entreprises sera plus faible et les dépenses du gouvernement dans ce domaine pourront être réduites. Le gouvernement a validé ces mesures le 21 août afin de les faire adopter par la Diète.
Finalement, la réforme de la sécurité sociale a été adoptée par le parlement le 6 décembre 2013.

#### La hausse de la TVA assortie d'un plan de relance
Le 1er octobre, après plusieurs débats quant à sa pertinence en période de sortie de crise, Shinzo Abe a pris la décision historique de valider la hausse de la TVA qui passera en avril 2014 de 5 % à 8 % puis en 2015 à 10 %. Il s'agit de la première hausse de la TVA en 15 ans. Le Premier ministre a décidé de confirmer cette hausse qui avait été présentée à la Diète par son prédécesseur démocrate Yoshihiko Noda en 2012 à la suite d'une croissance soutenue du PIB japonais depuis le début de l'année ainsi que de la publication de l'indice Tankan montrant que les grandes entreprises n'ont jamais été aussi optimistes depuis six ans. Pour minimiser les risques qu'une hausse de la TVA ne pèse sur la croissance économique, Shinzo Abe a annoncé un plan de relance de 5 000 milliards de yens (37,6 milliards d'euros) qui comprendra des dépenses publiques en vue de la préparation des Jeux olympiques d'été de 2020 ainsi que des aides fiscales à ceux qui veulent acheter une maison, une baisse temporaire de l'impôt sur le revenu ainsi qu'une légère réduction de l'impôt sur les sociétés. La hausse de la TVA est censée augmenter les recettes fiscales de l'État de 8.000 milliards de yens par an.
Le 5 décembre, le gouvernement a approuvé un plan de relance équivalent à 3 % du PIB soit 18,6 trillions de yens (182 milliards de dollars). Ce plan inclut les annonces faites le 1er octobre 2013. En fait, le complément de 50 milliards d’euros annoncé, soit 1 % du PIB, sera financé par les excédents fiscaux provoqués par le retour de la croissance. Cette somme va être allouée aux efforts de reconstruction post tremblement de terre, à l’infrastructure des prochains Jeux olympiques d'été de 2020 à Tokyo, mais également pour financer des efforts de compétitivité, aides à l’emploi des femmes, ou encore des mesures de soutien des personnes âgées et à la jeunesse.

### La relance monétaire

#### Une relance monétaire sans précédent
Peu après son arrivée à la tête du pays, Shinzo Abe en menaçant l'indépendance de la Banque du Japon (BoJ), a poussé le gouverneur de la banque centrale Masaaki Shirakawa à fixer un objectif d'inflation de 2 % afin de lutter contre la déflation. Il sera également poussé à ouvrir de manière plus importante les vannes monétaires via un dispositif amplifié de rachat d'actifs financiers, afin d'encourager les entreprises à investir et les particuliers à être plus enclin à la dépense. Ces rachats d'actifs financiers incluent également les obligations d'État. Le taux directeur sera maintenu au jour le jour dans la fourchette de 0 à 0,1 % afin de permettre un accroissement de la masse monétaire. En conséquence de cette politique, le yen a chuté de plus de 15 % face au dollar entre novembre 2012 et février 2013. Ce recul du yen a favorisé la Bourse de Tokyo, qui a bondi de plus de 30 % sur la même période, dans l'espoir que la faiblesse de la monnaie relance les exportations du pays.

#### Vers une sortie de la déflation
Au cours du premier trimestre 2013, le Japon a connu une croissance de son PIB de 0,9 % suivie au deuxième trimestre 2013 d'une croissance de 0,9 %. Le Japon semble également progressivement sortir de la déflation. En août 2013, l'inflation de base (qui comprend les produits pétroliers mais pas les produits alimentaires frais) sur un an a été de 0,8 %. Si l'on exclut également les prix pétroliers, les prix à la consommation ont baissé de 0,1 % en août, comme en juillet et après -0,2 % en juin. La hausse des prix à la consommation est donc principalement du fait du renchérissement des coûts de l'énergie et de l'affaiblissement du yen, qui fait augmenter la facture des importations. On parle alors d'une inflation importée.
Mais pour la première fois en octobre 2013, les prix à la consommation, en excluant les produits alimentaires et l'énergie, ont progressé de 0,3 % soit leur augmentation la plus rapide depuis quinze ans. L'indice des prix à la consommation en incluant l'énergie et en excluant les produits périssables a lui augmenté de 0,9 %, soit son cinquième mois consécutif de hausse et son rythme de progression le plus rapide depuis cinq ans.
Cependant, les salaires n'ont en moyenne pas augmenté puisqu'ils ont continué à baisser malgré les appels de Shinzo Abe, faisant ainsi baisser le salaire réel, ce qui pèse sur le pouvoir d'achat des ménages. Les bonus d'été au sein des grandes entreprises ont augmenté de 5 % mais les entreprises sont plus frileuses à augmenter les salaires de base en raison de l'incertitude d'une reprise fragile. Koji Ishida, membre de la direction de la BoJ a déclaré fin septembre que "si les salaires n’augmentent pas en même temps que les prix, la croissance sera temporaire, le pouvoir d’achat des ménages diminuera et l’économie dans son ensemble souffrira. Notre objectif de sortie de la déflation aura perdu de son sens". Sayuri Shirai, elle aussi membre de la direction de la BoJ a déclaré que l'institution devrait faire « tout ce qui est possible » pour atteindre la cible d'inflation de 2 %. « Nous ne devrions pas hésiter à en faire plus si l'économie et les prix devaient donner des signes de faiblesses ».
Elle rejoint ainsi Haruhiko Kuroda qui a annoncé fin novembre que la BoJ « n’hésitera pas à assouplir la politique monétaire si nécessaire ».
En novembre, les prix hors produits périssables ont grimpé de 1,2 % sur un an. Sans compter les tarifs de l’alimentation ni ceux de l’énergie, ces prix ont augmenté de 0,6 %, un rythme inconnu depuis 15 ans. De plus, dans son rapport économique mensuel en décembre, le gouvernement de Shinzo Abe a supprimé le mot «déflation» pour la première fois depuis plus de quatre ans. Pour autant, le rapport n'a pas déclaré la déflation officiellement terminée
Les revenus des ménages salariés ont baissé en termes réels de 1,1 % en novembre sur un an et ces mêmes ménages ont en conséquence réduit leurs dépenses de 1,6 %. Les bonus d'hiver ont crû pour la première fois en cinq ans, de 5,79 % en moyenne selon le Keidanren.
La consommation des ménages pris dans leur ensemble a augmenté de 0,2 % car portée par les dépenses des professions libérales, des dirigeants d’entreprises et des retraités. Le montant accumulé des bénéfices non redistribués des sociétés aurait atteint, fin septembre, 450 000 milliards de yens (3 140 milliards d'euros). Et ce chiffre augmenterait de 15 000 milliards de yens chaque année. Parallèlement, la Rengo, principale fédération syndicale, a annoncé qu'elle réclamera lors du shuntō du printemps 2014 une hausse des salaires de base d'au moins un point.
En décembre 2013, l'inflation s'est accélérée à un rythme jamais atteint depuis 5 ans. L'inflation de base, qui exclut les produits alimentaires frais mais inclut les prix de l'énergie, a augmenté de 1,3 % au mois de décembre. En excluant les prix de l'énergie et de l'alimentation, l'inflation a progressé de 0,7 %, niveau jamais atteint depuis août 1998 lorsque le Japon a sombré dans la déflation. En parallèle, le taux de chômage est revenu à 3,7 % retrouvant ainsi son niveau d'avant crise. Le ratio emplois/demandeurs d'emploi a atteint 1,03 en décembre contre 1,00 en novembre. La production industrielle a augmenté de son côté de 1,1 % en décembre.
En janvier 2014, la consommation, notamment en raison de la hausse annoncée de la TVA en avril 2014, a progressé de 1,1 %. La production industrielle a dans le même temps augmenté de 4 %. En raison du recul du chômage et de la situation démographique du Japon malgré un afflux croissant de travailleurs étrangers, un certain nombre de secteurs ont commencé à connaître des pénuries d'emploi incitant à la hausse des salaires. En janvier 2014, pour la première fois en 2 ans, le salaire de base a cessé de décliner pour augmenter de 0,1 %. Plus précisément, les salariés permanents ont continué à connaître une baisse de leurs salaires en attendant les résultats des négociations entre le patronat japonais et les syndicats dans le cadre du shuntō. Mais les travailleurs précaires représentant 35 % de la population active japonaise ont connu une forte progression de leurs salaires de base en moyenne : 1,1 % en janvier en raison de la pénurie de main d'œuvre. Ce qui fait dire à l'économiste Masaaki Kanno que le marché du travail en surchauffe est en train de faire de l'inflation.
Cependant le ministre de la revitalisation économique, Akira Amari a prévenu début mars que le Japon n'est pas encore sorti de la déflation en expliquant que les salaires des employés à temps plein risquaient de ne pas augmenter autant que les prix en 2014. De plus, les conséquences de la hausse de la TVA en avril 2014 sont incertaines.

### La stratégie de croissance à long terme

#### Les premières annonces d'une troisième flèche
Shinzo Abe souligne qu'il faut un retour à une croissance durable. Mais pour cela, il faudra mettre en œuvre d'importantes réformes structurelles. Les premières annonces concernent l'ouverture économique du pays avec notamment la participation à plusieurs accords de libre-échange.
Conscient des difficultés que rencontreront les agriculteurs japonais, Shinzo Abe a en même temps annoncé une réforme agraire visant à rendre l'agriculture plus intensive et productive au moyen notamment de la déréglementation. Le ministre de l'Agriculture, Yoshimasa Hayashi a ainsi annoncé qu'il voulait soutenir l'agriculture en favorisant l'agrandissement des parcelles agricoles, de les rendre plus attractives pour les entrepreneurs.
En juin 2013, Shinzo Abe a révélé plusieurs mesures qu'il souhaitait mettre en place et qui font partie de sa "troisième flèche". En ce qui concerne le secteur de la santé, le gouvernement Abe a annoncé vouloir mettre en place une nouvelle législation visant à faciliter la vente de médicaments sur internet et afin que ceux-ci soient validés plus rapidement. Le gouvernement entend aussi soutenir le secteur de la médecine régénérative. C'est ainsi que le 19 juillet, le ministère de la santé a donné son feu vert pour lancer les premiers essais cliniques mondiaux sur l'homme de médecine régénérative au moyen de cellules souches pluripotentes induites (iPS). Abe compte sur ce secteur de pointe alors que le Japon dépend beaucoup des marchés européens dans le secteur médical. En effet, les chercheurs japonais ont obtenu des résultats remarquables dans ce domaine avec par exemple Shinya Yamanaka qui a reçu en 2012 le prix Nobel de médecine pour ses recherches sur les cellules souches,.
Le Premier ministre a également annoncé la création de zones économiques spéciales attractives, de grande échelle (Tokyo, Nagoya, Osaka sont les premières villes qui font partie du projet). L'objectif est de dynamiser l'activité économique des villes sélectionnées ainsi que de les rendre plus attractives notamment en termes d'IDE. Pour ce faire, Abe a annoncé des mesures pour faciliter l'obtention d'un visa dans ces zones, la facilitation de l'accès au statut de résident permanent, le droit pour des médecins étrangers de travailler dans ces zones, un marché du travail très flexible, d'importantes mesures de déréglementations pour soutenir la création de start-up et l'implantation des entreprises étrangères, une forte réduction de l'impôt sur les sociétés, des subventions pour attirer les investissements étrangers, la construction de casinos, de salles de conférences et d'hôtels internationaux. Le gouvernement prévoit également d'aider les expatriés venant travailler dans ces zones afin qu'ils puissent se retrouver facilement au Japon sans pour autant maîtriser le japonais. L'industrie japonaise de pointe devrait aussi en profiter puisque le gouvernement souhaite par exemple autoriser les voitures sans conducteur et permettre aux robots d'interagir plus librement avec les humains. Abe a déclaré souhaiter faire de ces zones les "Shenzhen" du Japon : si ces mesures fonctionnent, elles seront étendues à tout le territoire.
Autre axe des mesures annoncées par Abe, celles visant à soutenir la féminisation de la population active. Afin de réduire les listes d'attente en garderies, le gouvernement encouragera la construction de garderies supplémentaires ou encore l'élargissement de garderies déjà existantes au moyen de subventions et de déréglementations. L'objectif est ainsi d'accueillir 200 000 enfants supplémentaires d'ici 2015 et encore 200 000 supplémentaires d'ici 2017. Parallèlement, le gouvernement subventionnera les entreprises qui permettent aux hommes et aux femmes de quitter leur emploi jusqu'à ce que leur enfant ait trois ans. Actuellement, les employés ont le droit à un congé parental de 12 à 18 mois. Afin de s'assurer que ces personnes retournent au travail une fois le congé terminé, le gouvernement envisage la mise en place d'un autre fonds afin de les aider à récupérer leurs compétences professionnelles (formation continue). La taille des nouveaux fonds et le nombre de travailleurs qui pourront prendre des congés parentaux plus longs n'ont pas été fixés. Shinzo Abe s'est également engagé à mener une réforme du secteur agricole, une déréglementation du secteur énergétique ainsi qu'une flexibilisation du marché du travail. Il a également expliqué qu'il ferait tout pour augmenter le nombre de touristes au Japon (jusqu'à 20 millions de touristes par an) ainsi qu'à soutenir l'ouverture des universités japonaises sur l'étranger, une amélioration de l'enseignement de l'anglais,,.
Cependant, face à l'explication de cette troisième flèche, la Bourse de Tokyo a baissé de 3,84 % en raison d'un manque de détails : les économistes et les investisseurs craignent que ces annonces ne soient pas suivies de faits. Face à ces critiques, Shinzo Abe a souligné qu'il avait bien l'intention de mener à bien ces réformes à partir de la session de la Diète s'ouvrant le 15 octobre 2013. Il a également promis un autre train de réformes structurelles.
Le 15 octobre, la session extraordinaire de la Diète a été ouverte sur le discours de Shinzo Abe, fort de la majorité absolue dans les deux chambres. Ce dernier avait déclaré devant les deux chambres de la Diète qu'il souhaitait ouvrir « le Parlement qui réalise la stratégie de croissance. Les trois années à venir seront celles d'une mobilisation générale pour la réforme du système fiscal, du budget, des finances et de la régulation. Ce que nous avons à faire est clair. Jusqu'à présent il y a eu plein de stratégies de croissance, mais la différence se trouve dans la mise en œuvre. Les mots ne suffisent plus. Sans exécution des réformes, il n'y a pas de croissance possible. Ce Parlement doit être celui qui pose le problème de la mise en œuvre de la stratégie de croissance ». Il n'a pas non plus hésité à comparer sa volonté de mener des réformes à celle des dirigeants de l'ère Meiji au XIXe siècle : « Sous la pression des Occidentaux, il a fallu affronter tous les problèmes en même temps. Nous aussi, aujourd'hui, nous devons simultanément faire face au redressement économique, à l'assainissement des finances et à la réforme de l'assurance sociale. Ce qui compte, c'est la puissance de la volonté. Les gens de l'ère Meiji l'avaient, il n'y a pas de raison que nous ne l'ayons pas ».

#### La réforme énergétique
Le session de la Diète de 150 jours qui s'est achevée le 26 juin 2013 était la dernière session parlementaire divisée pour le gouvernement Abe dont la coalition n'avait pas la majorité absolue à la chambre haute. En conséquence, les partis d'opposition, alors même que les élections pour la chambre haute allaient démarrer, ont bloqué quatre réformes majeures du gouvernement et émis une motion de censure contre le Premier ministre qui ne sera pas adoptée. Parmi ces réformes, il y avait le renforcement des sanctions contre ceux percevant illégalement des prestations sociales et le premier volet de la réforme énergétique validée par le gouvernement le 2 avril.
Cette réforme énergétique prévoyait en l'occurrence la séparation des activités de production énergétique et les opérations de transmission avec pour objectifs la création d'un réseau national et la déréglementation des prix de l'électricité et ainsi casser les monopoles régionaux. Selon ce projet, en 2015 un réseau électrique national sera instauré permettant aux monopoles régionaux de distribuer au-delà de leurs territoires sous la supervision d'un organisme indépendant. Dans un second temps, en 2016, sera mise en place la libéralisation des tarifs de l'électricité pour les ménages en cassant le monopole exercé par les dix entreprises régionales. Enfin, en 2018 aura lieu la séparation des opérations de transmission et de distribution qui devrait permettre l'entrée de nouveaux acteurs sur le marché énergétique. Le gouvernement prévoyait de faire adopter la première étape du projet par la Diète mais c'était sans compter sur l'opposition, comprenant le PDJ qui avait pourtant soutenu la réforme à la chambre basse.
Le 1er novembre, la réforme énergétique qui n'avait pas été adopté en juin 2013 a été validé par la Chambre Basse. Il est prévu que la réforme soit suivie par d'autres projets de loi en 2014 et en 2015. Le 13 novembre, la réforme a finalement été voté par la Chambre Haute. Elle a ainsi été adopté par le parlement.

#### L'ouverture économique
Sous le gouvernement Abe, le Japon s'engage dans de multiples cadres de négociations d'accords de libre-échange. Le 25 mars, Tokyo avait convenu avec l'Union européenne d'engager officiellement des négociations pour un accord de libre-échange. L'objectif de cet accord est de parvenir à la libéralisation des biens, des services et des investissements. Outre la suppression des droits de douane, ce projet doit permettre de lever toutes les barrières non tarifaires et toucher aux questions liées à la réglementation, à la concurrence, au développement durable ainsi qu'aux marchés publics.
Le 15 mars, Shinzo Abe annonçait la participation de l'archipel aux pourparlers sur le Trans-Pacific Strategic Economic Partnership, le TPP, un cadre réunissant plusieurs pays riverains du Pacifique et qui est une priorité du président américain Barack Obama. Ce traité recouvre une multitude du domaine (propriété intellectuelle, environnement, marchés publics, rôle des entreprises publiques, rôle des PME, mobilité des hommes et des capitaux, libéralisation des échanges, réglementations communes, la concurrence, les normes sanitaires...) et se veut comme le premier grand accord du XXIe siècle. Cet accord réunit Brunei, Chili, Nouvelle-Zélande, Singapour, Australie, Malaisie, Pérou, États-Unis, Vietnam, Canada, Mexique. À propos de ces accords, M. Abe n'hésite pas à parler de "dernière chance" pour le Japon et rappelle qu'en 1949 le premier Livre blanc de l'après-guerre sur le commerce mentionnait que "l'indépendance économique ne peut même pas être une aspiration sans la promotion du commerce mondial". Si l'archipel "devait rester le seul refermé sur lui-même, nous n'aurions aucune perspective de croissance, a-t-il déclaré le 15 mars au moment de l'annonce sur le TPP. Les entreprises étrangères n'investiraient pas au Japon. Les talents ne s'y intéresseraient pas". Il s'agit également de rattraper le retard pris sur le voisin sud-coréen, dont les chaebols (conglomérats) concurrencent directement les géants japonais de l'automobile et de l'électronique. Séoul a déjà conclu des accords de libre-échange avec l'Union européenne et les États-Unis. Au demeurant, 36 % du commerce sud-coréen se fait dans le cadre de ces accords, contre 17 % pour celui du Japon. Le Japon fait son entrée officielle dans les négociations du TPP à partir de juillet 2013. Le responsable des négociations pour le TPP est Akira Amari.
Cependant, peu avant les élections pour la Chambre Haute en juillet 2013, Abe a annoncé vouloir protéger le riz, le bœuf, les produits laitiers ainsi que le blé et le sucre des négociations. Mais au cours du sommet de l'Coopération économique pour l'Asie-Pacifique (APEC) à Bali les 7 et 8 octobre, les négociateurs japonais afin d'accélérer le processus de négociations ont proposé de renoncer à protéger ces secteurs. Les participants au sommet ont d'ailleurs été surpris par la forte volonté des négociateurs japonais à parvenir à un accord de haute qualité. En raison de l'absence très critiquée de Barack Obama au sommet en raison de l'arrêt des activités gouvernementales fédérales de 2013 aux États-Unis, les craintes sur l'impossibilité de conclure les négociations avant la fin de l'année se sont accrues. Pour tenter d'accélérer les négociations, Shinzo Abe a décidé de proposer l'organisation d'un sommet supplémentaire des différents négociateurs du TPP à Tokyo afin de résoudre les problématiques autour de la propriété intellectuelle. Ce sommet vise à trouver un compromis entre la position des États-Unis souhaitant défendre les laboratoires pharmaceutiques américains et les pays émergents souhaitant utiliser les médicaments génériques. Ce sommet a finalement démarré le 24 octobre et durera une semaine.
Abe s'est aussi engagé dans un accord de libre échange entre la Corée du Sud, la Chine et le Japon dont les négociations ont débuté en mars 2013. Le Japon est aussi engagé sur le front du Regional Comprehensive Economic Partnership (RCEP), un autre vaste accord de libre échange régional incluant tous les pays de l'ASEAN, la Chine, la Corée du Sud, le Japon, l'Australie, la Nouvelle-Zélande et l'Inde. Dans le même temps, le Japon s'est engagé dans la participation aux négociations de l'Accord sur le commerce des services aux côtés notamment des États-Unis et de l'Union européenne.

#### La réforme agricole
Le 3 novembre, il a été révélé que le gouvernement Abe et le Parti libéral-démocrate (PLD) prévoyaient de cesser de contrôler les prix du riz en réduisant de moitié les subventions accordées aux agriculteurs qui réduisaient volontairement leurs exploitations agricoles. Cette politique étaient menée depuis l'après guerre par le gouvernement japonais afin d'encourager une agriculture très parcellaire. Pour amortir l'impact de la baisse des subventions, il a été proposé d'utiliser les économies découlant de la réduction afin d'aider les agriculteurs qui développent activement leurs cultures. Les subventions étaient constituées de deux éléments : des subventions fixes, qui reposent sur la réduction des rizières arables, et un soutien aux revenus des agriculteurs pour compenser les pertes liées à la baisse des prix du riz. Le gouvernement et le PLD souhaiteraient réduire les subventions fixes, qui sont rémunérées à hauteur de 15 000 yens par 10 ares, et ainsi les faire passer à 7500 yens par 10 ares au cours de l'année fiscale 2014. Progressivement (en cinq ans), cette subvention fixe sera supprimée. Le soutien au revenu des agriculteurs, qui a été introduit par le Parti démocrate du Japon (PDJ) devrait être supprimé plus tôt, dès 2014 car il a été critiqué comme un "don" à des agriculteurs non compétitifs parmi lesquels de petits exploitants et des travailleurs à temps partiel. Le gouvernement a annoncé son intention de la faire voter au parlement au cours de la session ordinaire de la Diète de 2014. Selon Akira Amari cette première réforme est "historique".
Cette mesure est accompagnée par l'adoption le 5 décembre par le parlement d'une réforme visant à la création de banques de gestion des parcelles agricoles à l'échelle de toutes les préfectures du pays. Ces entités vont emprunter des parcelles de terrain à des propriétaires comme des agriculteurs retraités ou des personnes ayant abandonné leurs activités agricoles afin de vivre ailleurs. Ces banques vont ensuite consolider et louer ces terres à de grands agriculteurs et aux nouveaux entrants dans le secteur agricole. La réforme sera mise en place dès le début de l'année 2014.

#### Les Tokku (zones économiques spéciales)
Le 5 novembre, le gouvernement a validé un projet de loi pour établir dans le pays des zones économiques spéciales, les tokku (特区), ou plus exactement les kokka senryaku tokubetsu kuiki (国家戦略特別区域). Ce projet de loi prévoit la mise sur pied d'un conseil consultatif, dirigé par le Premier ministre, au bureau du cabinet pour déterminer dans quelles régions ces zones spéciales seront établies. Chaque zone aura un conseil chargé de présenter des projets industriels spécifiques. Un ministre du gouvernement (le ministre de la gestion publique Yoshitaka Shindō), le responsable municipal et des représentants du secteur privé feront partie de ce conseil. L'objectif du gouvernement est alors une adoption du projet de loi par le parlement au cours de la session extraordinaire de la Diète afin que plusieurs zones économiques soient désignées dès janvier 2014,. Le 5 décembre, la réforme été adoptée par le parlement.
Le 27 février 2014, le gouvernement a approuvé les lignes directrices pour promouvoir les déréglementations axées sur les régions dans le cadre de la stratégie des zones économiques spéciales. Le gouvernement souhaite ainsi leur mise en place dès l'année fiscale commençant en avril 2014. Selon les lignes directrices, il existe deux types de zones économiques spéciales : les zones spéciales de collaboration sur des projets novateurs surnommées les « zones spéciales virtuelles » qui regroupent plusieurs municipalités en une seule zone selon les mesures de déréglementation prises et les secteurs concernés; les vastes zones spéciales qui couvrent des ères urbaines aussi grandes que Tokyo et Osaka. Les lignes directrices stipulent 6 conditions pour que les projets de déréglementation soient avalisés par le gouvernement :
1. Permettre d'améliorer la situation économique et sociale de la zone concernée
2. Soutenir l'innovation
3. Avoir des répercussions positives au-delà de la zone
4. Les projets doivent être réalisables
5. Les infrastructures et l'environnement sont déjà préparés pour ces déréglementations
6. Les gouvernements locaux doivent avoir l'ardeur et la capacité de réaliser leurs projets

Après la désignation, chaque zone devra mettre en place un Conseil de la Zone Economique Spéciale qui comprendra entre autres les dirigeants des gouvernements locaux ainsi que les représentants du privé. Le conseil devra instaurer des déréglementations qui puissent être comprises dans l'un des six domaines préparés par le gouvernement : le développement communautaire, l'emploi, l'agriculture, la santé, l'utilisation des monuments historiques ainsi que l'éducation.
En mars 2014, le gouvernement a désigné Tokyo et ses alentours incluant Yokohama et Kawasaki comme vaste zone économique spéciale de la région de Tokyo. Osaka, Kyoto et Kobe ont aussi été sélectionner pour constituer une autre vaste zone économique spéciale de la région du Kansai. Concernant les zones spéciales virtuelles, Niigata et la région alentour ainsi que Fukuoka et la région alentour ont été sélectionnées. Ainsi ces quatre premières zones économiques spéciales couvrent une majeure partie de la mégalopole japonaise (太平洋ベルト, taiheiyō beruto, littéralement « ceinture pacifique »). Le 28 mars 2014, le gouvernement a officiellement annoncé qu'en plus des zones révélées précédemment, les préfectures d'Okinawa et de Fukui seraient aussi des zones spéciales virtuelles. Ainsi, Robert Feldman de Morgan Stanley a estimé que deux cinquièmes du PIB japonais étaient concernés par ces tokku, ce qui est sans précédent comparé aux tentatives des prédécesseurs de Abe. Le gouvernement pourrait aussi, plus tard, faire de la région de Nagoya une autre tokku.

#### La réforme financière
En novembre 2013, le gouvernement de Shinzo Abe a accepté une réorientation de la stratégie d'investissement du gigantesque Fonds de réserve japonais des régimes de retraites publiques (GPIF). Une volonté réaffirmée lors du discours de Shinzo Abe qui a ouvert le Forum économique mondial de Davos le 22 janvier 2014. Il a alors annoncé que les fonds de retraite pourront à l'avenir investir dans l'industrie.
Le GPIF est en fait le plus important fonds de pension de la planète, qui gère 121 000 milliards de yens, soit 909 milliards d'euros. Le gouvernement a annoncé que ce fonds de pension va investir beaucoup plus sur le marché actions du pays ainsi que sur d'autres grandes Bourses de la planète. Cette mesure doit permettre de diversifier les investissements du fonds de pension pour ne pas risquer une stagnation de ses revenus qui souffrent d'un retour de l'inflation en 2013 et du maintien à un très faible niveau du rendement des bons du Trésor japonais. Il y aura donc une baisse du pourcentage d'investissement réservé aux obligations d'État japonaises. Le fonds devrait aussi investir dans des sociétés d'investissement immobilier cotées (REIT), dans des produits dérivés ou dans des fonds spécialisés dans les matières premières en recrutant des gérants indépendants pour aider les responsables administratifs.

#### La réforme de l'immigration
Alors même que les universités du pays ont entamé un processus d'internationalisation afin d'attirer les étudiants étrangers et que les entreprises japonaises (notamment les grandes entreprises) cherchent de plus en plus à embaucher des étudiants étrangers, Shinzo Abe, qui était chargé d'ouvrir le Forum économique mondial de Davos le 22 janvier 2014 en faisant la promotion des Abenomics, a annoncé que le Japon se devait d'accueillir plus de travailleurs étrangers et en a fait un des piliers de sa stratégie de croissance. Quelques jours auparavant, le gouvernement s'est penché sur la facilitation de l'accès au statut de résident étranger pour les travailleurs qualifiés afin de faire passer la réforme au parlement, au cours de la session ordinaire de la Diète qui s'est ouverte en janvier 2014.
En février 2014, le gouvernement s'est engagé à élargir le Programme de formation technique interne permettant aux travailleurs originaires des pays en développement de travailler pendant trois ans au Japon. Ce programme mis en place en 1993 couvre 68 catégories d'entreprises incluant celles spécialisées dans l'agriculture, la construction et l'agroalimentaire. Fin juin 2013, il y avait 150 000 travailleurs étrangers au Japon dans le cadre de ce programme. La plupart d'entre eux étaient originaires de Chine ou du Viêt Nam. Le Conseil de la Compétitivité Industrielle créé par le gouvernement a proposé notamment d'étendre ce programme aux soins infirmiers et à l'industrie des transports (taxi, bus, chauffeurs de camions) fortement touchés par une pénurie de main d'œuvre.

#### La baisse de l'impôt sur les sociétés
Shinzo Abe a déclaré en 2014 vouloir baisser l'impôt sur les sociétés, qui s'élevait alors de 35,64 %, en faisant l'un des plus élevés du monde face à la France (33,33 %), l'Allemagne (29,55 %) et le Royaume-Uni (23 %), mais aussi face à ses voisins asiatiques (17 % à Singapour, 24,2 % en Corée du Sud, 25 % en Chine). La baisse du taux d'imposition avait pour objectif d'accroître la compétitivité des entreprises japonaises et de rendre le pays plus attractif pour les investissements étrangers. Abe souhaitait faire baisser l'impôt à 25 %. La mesure a été mal reçue par plusieurs hauts fonctionnaires du ministère des finances, qui ont émis des réserves liées à la probabilité d'une aggravation de la dette publique.
Le Conseil de la politique économique et fiscale a recommandé au gouvernement d'harmoniser tous les seuils d'imposition sur les sociétés afin de remettre à plat la fiscalité des entreprises, qui a été grevée par les allègements fiscaux et aides mises en place par les gouvernements successifs.
Face aux réticences du ministère des finances, le Conseil a étudié les expériences passées de baisse d'impôt sur les sociétés. Cette étude menée par l'économiste Motoshige Ito, enseignant de l'Université de Tokyo et les autres membres du Conseil montre ainsi que le Royaume-Uni qui a fait passer l'impôt sur les sociétés de 33 % à 23 % a vu ses recettes augmenter de 4,8 % en moyenne par an entre 1995 et 2012. L'Allemagne qui a réduit son impôt sur les sociétés de 25 points de pourcentage a pris des mesures pour élargir la base de l'imposition. Les recettes de l'impôt sur les sociétés ont ainsi augmenté de 6,4 % sur la même période. En Corée du Sud, entre 2000 et 2012, la baisse de l'impôt sur les sociétés de 6,5 points de pourcentage a coïncidé avec une hausse des recettes de cet impôt de 8,4 %.

## Les trois nouvelles flèches (depuis 2014)
Réélu au poste de président du Parti libéral démocrate en 2014, Abe a annoncé les « trois nouvelles flèches » qui constitueraient la suite des Abenomics. Ces flèches étaient : une économie forte qui crée de l’espoir, un soutien à l'éducation des enfants, et un système de sécurité sociale capable de rassurer. L'objectif était de porter le PIB nominal à 600 000 milliards de yens à l’horizon 2020, porter le taux de naissance 1,8 d’ici au début des années 2020, et enfin, réduire le turnover lié aux soins de dépendance à zéro d’ici au milieu des années 2020.

## Bilan
À l'approche des élections législatives de 2021, les « abenomics » sont largement impopulaires, plus de 60% de la population souhaitant une rupture nette avec les années Abe-Suga selon une enquête du quotidien Asahi Shimbun. Si cette politique a consolidé la croissance, elle a également conduit à l’augmentation de la précarité et des inégalités sociales, et à une hausse de la TVA pour tous.

### Investissement
L'investment gap, c'est-à-dire le déficit d'investissement, s'est réduit à partir de 2011.

### Inflation
L'objectif d'inflation de l'Abenomics n'a pas été atteint. Les épisodes de déflation ont toutefois été plus rares au cours du mandat de Shinzo Abe. La politique volontariste du gouvernement n'a pas suffi pour ancrer les anticipations des ménages et des entreprises japonaises.

### Chômage
En 2017, au moment des élections législatives, les Abenomics ont participé à faire baisser le taux de chômage à 2,8 %, le plus bas depuis vingt ans, et à impulser de la croissance économique, même si ses détracteurs considèrent qu'elle a été achetée par la dette publique, gonflant artificiellement les marges des entreprises, et que ces résultats sont aussi le fait de la conjoncture mondiale. Se refusant à davantage stimuler l'immigration, le Premier ministre est allé chercher les nouveaux employés chez les femmes et les personnes âgées, sans baisser l'âge du départ à la retraite. D'autres problèmes, pourtant, demeurent, comme la faible natalité alors que certains analystes considèrent que « la troisième flèche n'a pas été tirée »,,.